# Dholaki
Dholaki (også kaldet dholak) er en klassisk tromme, der benyttes i Indien og i Sydøst-asien.